# Esteban Sánchez de las Heras
Esteban Sánchez de las Heras OP (chiń. 桑傑斯; ur. 3 sierpnia 1851 w Tudeli, zm. 21 czerwca 1896 w Xiamenie) – hiszpański duchowny rzymskokatolicki, dominikanin, misjonarz, wikariusz apostolski Amoy.

## Biografia
W 1868 złożył pierwsze śluby zakonne. W 1878 przyjął święcenia prezbiteriatu i został kapłanem Zakonu Kaznodziejskiego. 
15 stycznia 1895 papież Leon XIII mianował go wikariuszem apostolskim Amoy oraz biskupem tytularnym zaraïskim. 12 maja 1895 w Fuzhou przyjął sakrę biskupią z rąk wikariusza apostolskiego Północnego Fujianu Salvadora Masota y Gómeza OP. Współkonsekratorami byli wikariusz apostolski Wschodniego Tonkinu José Terrés OP oraz koadiutor wikariusza apostolskiego Północnego Tonkinu Maximino Velasco OP.
Wikariuszem apostolskim Amoy był do śmierci 21 czerwca 1896.